# Rudolf Straube
Pour les articles homonymes, voir Straube.
Rudolf Straube est un luthiste et compositeur allemand né à Trebnitz (Royaume de Prusse), en 1717 et mort à Londres en 1785.
Fils d'un Cantor, Rudolf Straube est entré à l'Université de Leipzig en 1740, recevant des leçons des meilleurs musiciens de la ville. À partir de 1750, il voyage en Europe, pour finalement s'installer à Londres en 1759, où il a vécu jusqu'à sa mort en 1785.

## Œuvres
Les compositions qui nous sont parvenues sont peu nombreuses. 
- Trois sonates pour guitare avec accompagnement de clavecin ou violoncelle, publiées par Rauche à Londres en 1768.
- Deux sonates pour luth seul (1746).